# Kazimierz Radwański (lekkoatleta)
Kazimierz Wojciech Radwański (ur. 17 listopada 1908 w Łodzi, zm. 17 kwietnia 1979 tamże) – polski lekkoatleta, specjalizujący się w biegach sprinterskich, trener piłkarski.
Ukończył studia na Uniwersytecie Poznańskim w 1934 uzyskując stopień magistra wychowania fizycznego. Pracował jako nauczyciel. Był trenerem lekkoatletyki w IKP Łódź (1933–1939), a po II wojnie światowej trenerem piłkarskim, m.in. w ŁKS Łódź i Widzewie Łódź (1958-1959).

## Osiągnięcia
- Akademickie mistrzostwa świata[1]
  - Budapeszt 1935 – odpadł w eliminacjach biegu na 100 metrów i biegu na 200 metrów
- Mistrzostwa Polski seniorów w lekkoatletyce[3]
  - Bydgoszcz 1933 – brązowy medal w biegu na 100 m